# Hofgestüt Bleesern

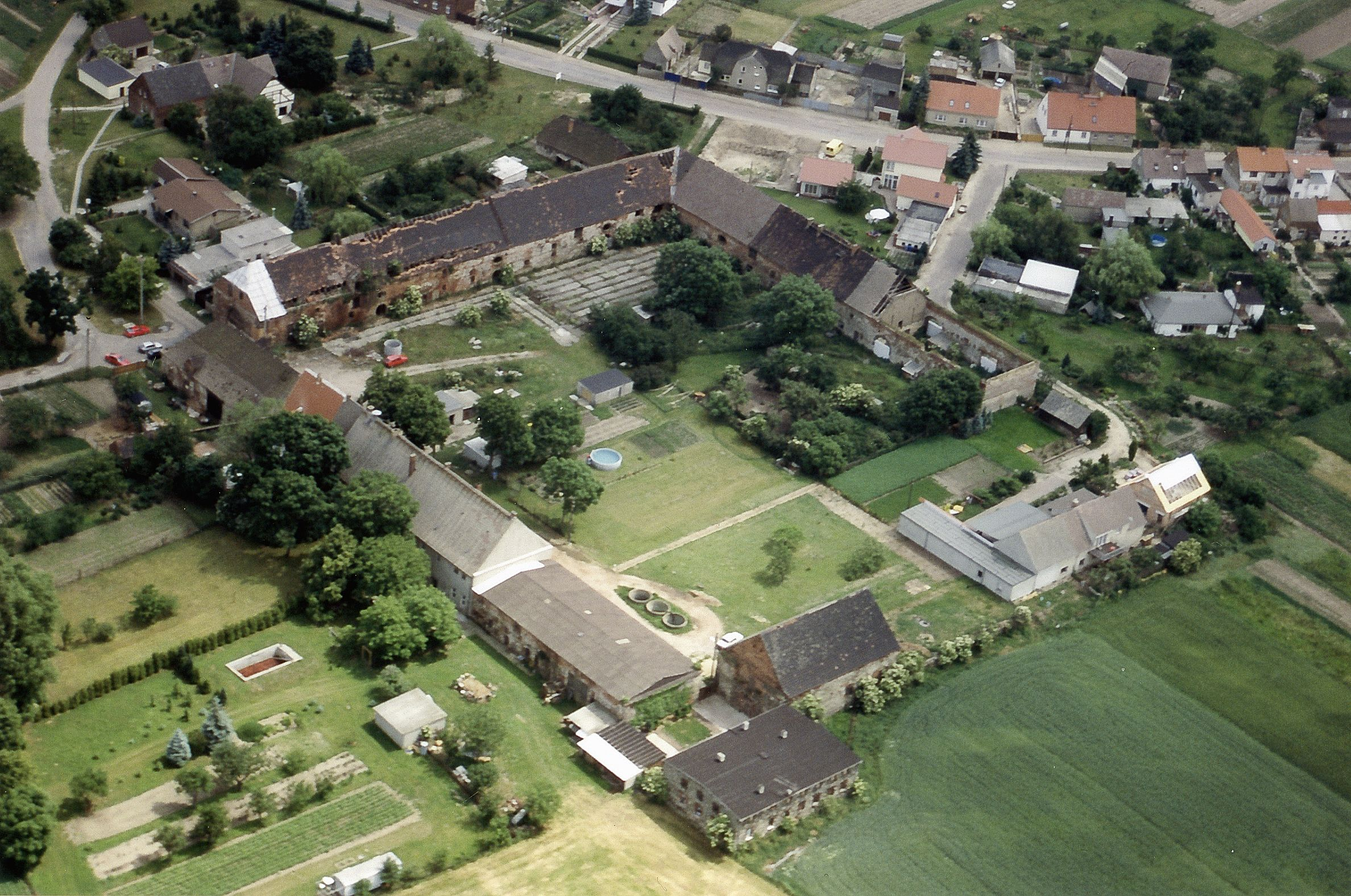
Hofgestüt Bleesern – Zustand 1998

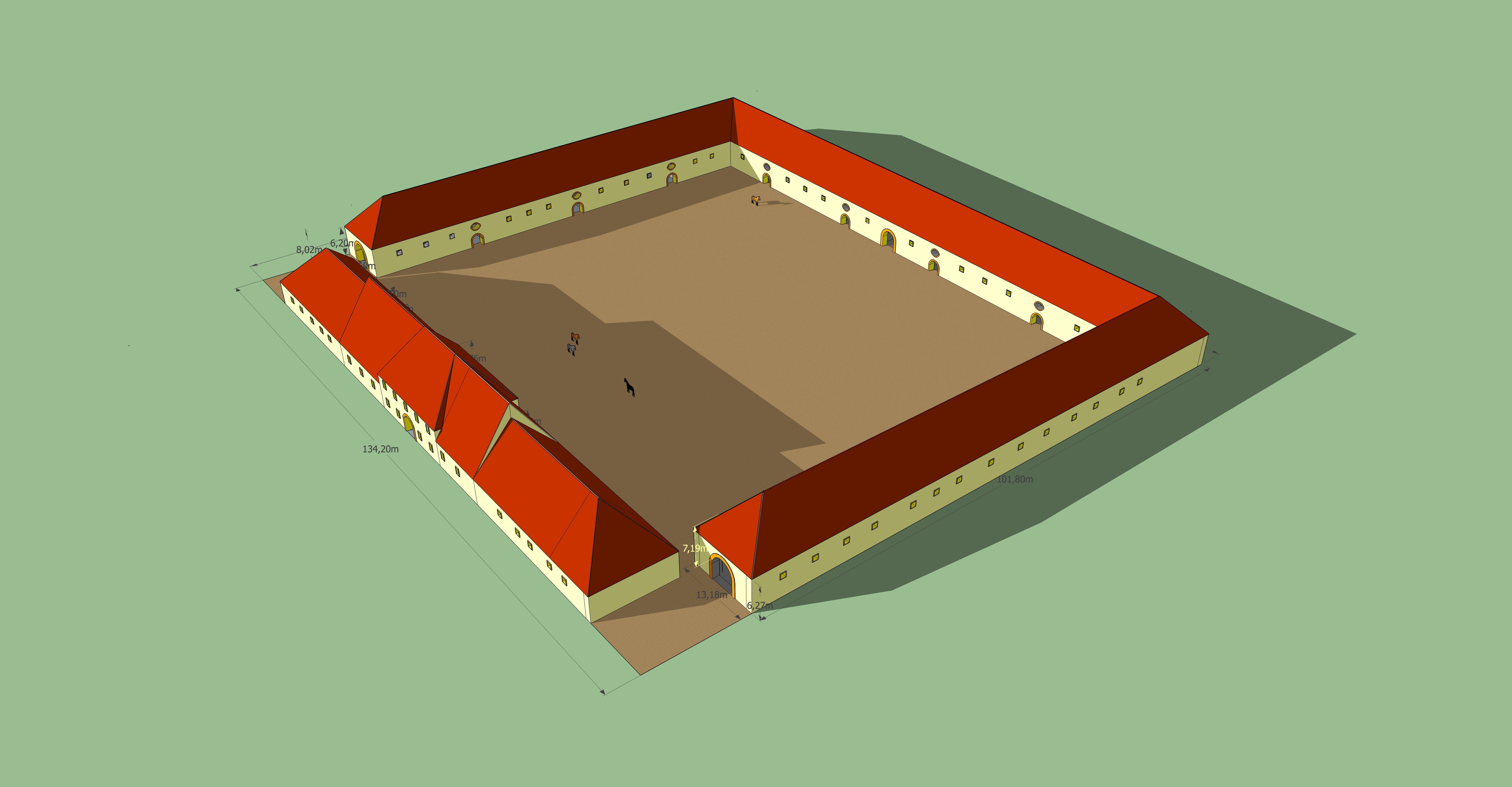
Hofgestüt Bleesern – rekonstruierter ursprünglicher Baubestand um 1686, mit Wohn- und Verwaltungsgebäude im Nordflügel (1765/66)

Das ehemalige Vorwerk bzw. Hofgestüt Bleesern in Seegrehna, einem Ortsteil von Wittenberg, ist eines der bedeutendsten Baudenkmale in Sachsen-Anhalt. Es steht seit 1992 unter Denkmalschutz.

## Bleesern
Bleesern ist ein ehemaliges Gestüt bzw. Vorwerk in Seegrehna, einem Ortsteil von Wittenberg. Vom 15. bis zum 18. Jahrhundert diente es den Kurfürsten von Sachsen als Hofgestüt. Die von Wolf Caspar von Klengel entworfene Barockanlage ist das älteste Gestütsbauwerk in Deutschland.

## Geschichte
Bleesern ist aus einem Burgward des 12. Jahrhunderts hervorgegangen, 1379 erstmals als Vorwerk urkundlich erwähnt; die Nutzung durch die sächsischen Kurfürsten seitdem ist nahezu lückenlos nachweisbar. Bereits 1449/1450 bestand eine Stuterei. Der ab 1486 in Wittenberg residierende Friedrich III. (der Weise), Erzmarschall des Heiligen Römischen Reiches, nutzte Bleesern als kurfürstlich-sächsisches Hofgestüt. In dieser Funktion verblieb es bis 1722, danach diente es als Maultiergestüt, Pferde-Zuchtstation des Amtes Wittenberg sowie, nach 1816, als königlich-preußische Domäne, ab 1819 an Pächter verpachtet, nach der Bodenreform 1946 wurden die Gebäude teilweise weiterhin landwirtschaftlich genutzt. Seit 2012 ist der Förderverein Hofgestüt Bleesern e. V. Eigentümer des Ost- und des Südflügels.
Im Schmalkaldischen Krieg verlieh Kaiser Karl V. am 4. Juni 1547 nach der Wittenberger Kapitulation auf der später „Herzog Moritz' Wiese“ genannten Gestütswiese bei Bleesern an Herzog Moritz die Anwartschaft auf die sächsische Kurwürde, mit der die bis 1918 währende Herrschaft der albertinischen Linie der Wettiner im Kurfürstentum und späteren Königreich Sachsen begann.
Unter Kurfürst August von Sachsen wurde 1578 eine herrschaftliche Gutsanlage mit schlossartigem Herrenhaus, Verwalterhaus, Nebengebäuden und Lustgarten errichtet, die der Dreißigjährige Krieg und eine Hochwasserkatastrophe 1655 teilweise beschädigten. Im Auftrag Kurfürst Johann Georgs II. entstanden von 1676 bis 1686 die heute erhaltenen Gestütsgebäude nach einem Entwurf des sächsischen Oberlandbaumeisters Wolf Caspar von Klengel. Beatrice Härig von der Deutschen Stiftung Denkmalschutz weist darauf hin, dass dabei das Prinzip des „zahmen Gestüts“ zur Anwendung kam: Die Tiere werden ganzjährig im Stall gehalten und nicht, wie bei den „halbwilden Gestüten“, im Sommer im Gelände. Eine solche Anlage erfordere weite Laufställe für Stuten, Fohlen und Jungpferde. Dies kam in der großzügig angelegten Architektur zum Ausdruck. Bleesern ist das älteste erhaltene Beispiel eines solchen „zahmen Gestüts“. Die ursprüngliche Nutzung der Gebäude erschließt sich aus erhaltenen Inventaren. Kurfürst Friedrich August I. (August der Starke) weilte öfter in Bleesern. 1699 verbrachte er hier den Weihnachtsabend. 1721 befahl er die Überführung von Pferden aus Bleesern in das neu erbaute Hauptgestüt Graditz bei Torgau. In Bleesern wurde bis 1744 die kurfürstlich-sächsische Maultierzucht konzentriert und danach in das Kloster Veßra verlegt. Nach 1725 und von 1764 bis 1766 kam es zu Umbauten im Inneren der einstigen Ställe für allgemein-landwirtschaftliche Zwecke. Die äußere Architektur blieb dabei unverändert. 1766 entstand im Bereich der nördlichen Zufahrt das Wohn- und Dienstgebäude für den Verwalter, später Pächter, der Anlage.
In der Zeit der DDR wurde die Anlage von einer LPG genutzt, stand nach der Wende leer und verfiel zusehends.

## Heutige Situation

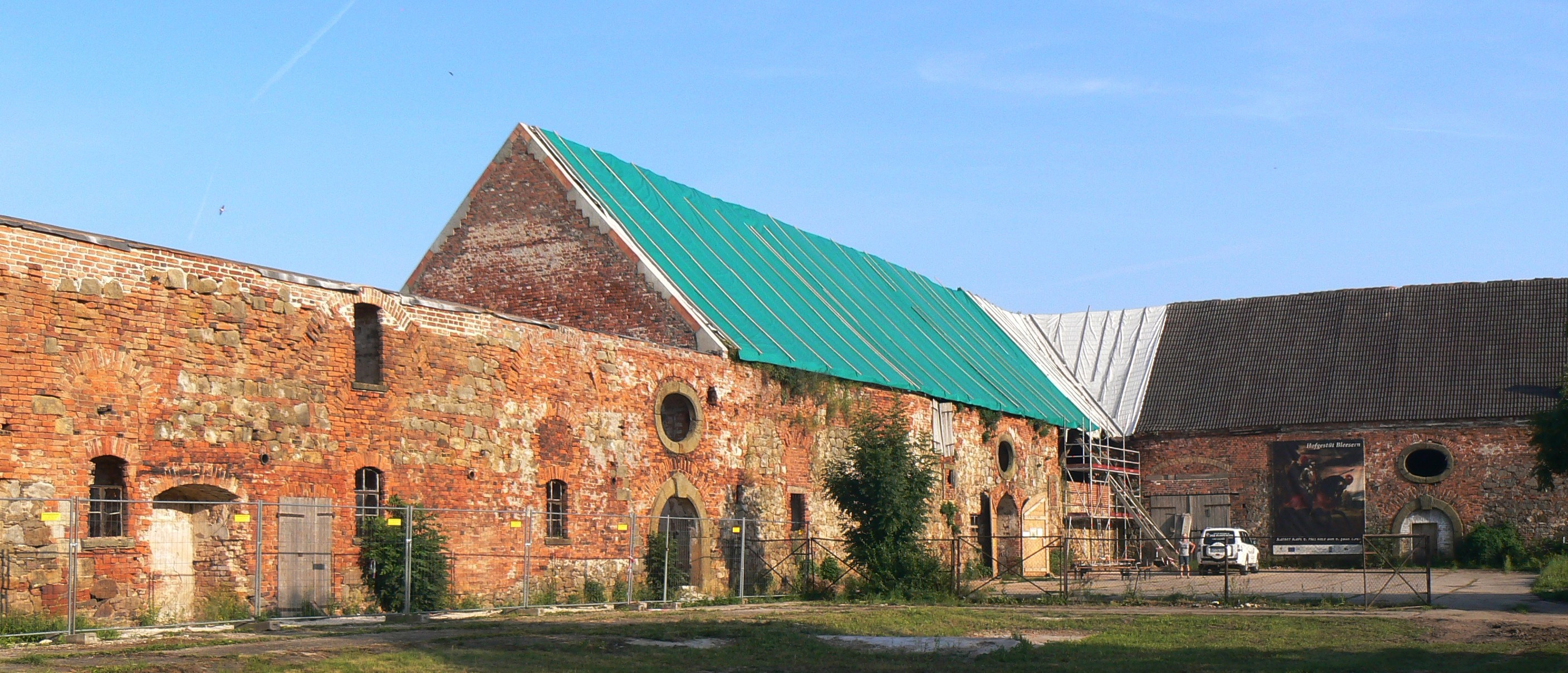
Ostflügel nach ersten Sicherungsmaßnahmen (2017)

Das ehemalige Hofgestüt Bleesern bzw. Vorwerk steht seit 1992 unter Denkmalschutz. Es ist eines der bedeutendsten Baudenkmale in Sachsen-Anhalt. Prof. Heinrich Magirius (Dresden/Radebeul) nannte es einen „Markstein der barocken Architektur des alten Kursachsen“. Nach 1990 wurden die ehemals volkseigenen Gebäude einzeln privatisiert, was zu erheblichen Problemen für die Erhaltung des Bauwerks geführt hat. Neben sanierten Teilen waren der Süd- und der Ostflügel durch mangelnde Bauunterhaltung und mutwillige Zerstörung in ihrem Bestand akut gefährdet. So sollte 2010 ein Großteil der Gebäude abgerissen werden, nachdem ein neuer Eigentümer anfangs versucht hatte, diese für die Putenzucht zu nutzen, und später die Zerstörungsgenehmigung vor Gericht erstritten hatte. 2006 und 2007 haben Studenten der Technischen Universität Dresden mit einer Bauaufnahme begonnen, den wertvollen Komplex exakt zu dokumentieren. Seit 2010 existiert der Förderverein Hofgestüt Bleesern e. V., der in Seegrehna für den Erhalt des Baudenkmals arbeitet. 2012 wurde das Bauwerk vom Beauftragten der Bundesregierung für Kultur und Medien (BKM) als Denkmal von nationaler Bedeutung anerkannt. Erste Arbeiten zur Sicherung der Bausubstanz haben im November 2014 mit Förderung des Bundes und des Landes Sachsen-Anhalt beginnen können und wurden 2016/2017 im Rahmen des LEADER-Förderprogramms fortgesetzt. 2017 wurde der Verein für seine bisherigen Leistungen zur Erhaltung des ehemaligen Hofgestüts vom DNK, Deutsches Nationalkomitee für Denkmalschutz, mit der Silbernen Halbkugel, dem Deutschen Preis für Denkmalschutz, ausgezeichnet. Die Planungen sehen vor, Räume für kulturelle Veranstaltungen, Gastronomie und eine Herberge sowie Stallungen für Wander-Reiter und Radtouristen einzurichten.

## Historische Bedeutung
Bleesern stellt eines der ältesten fürstlichen Gestüte in Deutschland dar. Es ist das älteste sächsische Hofgestüt. Schon im mittleren 15. Jahrhundert lässt sich hier eine Stuterei nachweisen. Die frühbarocken Bauten der ehemals geschlossenen Vierflügelanlage sind das älteste erhaltene Gestütsbauwerk in ganz Deutschland, die Wirtschaftsgebäude sind Unikate im nur fragmentarisch überlieferten Œuvre Klengels, eines der kunstgeschichtlich wichtigsten deutschen Architekten des 17. Jahrhunderts. Neben der Kapelle des Schlosses Moritzburg, dem Hausmannsturm des Dresdner Schlosses und dem Palais im Großen Garten ist Bleesern das älteste erhaltene Zeugnis der höfischen Baukunst des Dresdner Barock. Es wurde Vorbild für alle folgenden sächsischen Hofgestüte bei Torgau (Repitz, Kreischau), besonders für das von Pöppelmann entworfene Hauptgestüt Graditz und das Gestütsvorwerk Neubleesern. Auch finden sich zahlreiche bauliche Parallelen zum deutlich später errichteten Haupt- und Landgestüt Neustadt (Dosse). Dankwart Guratzsch nannte das Hofgestüt Bleesern treffend „Die Mutter aller Gestüte“.

## Gebäude

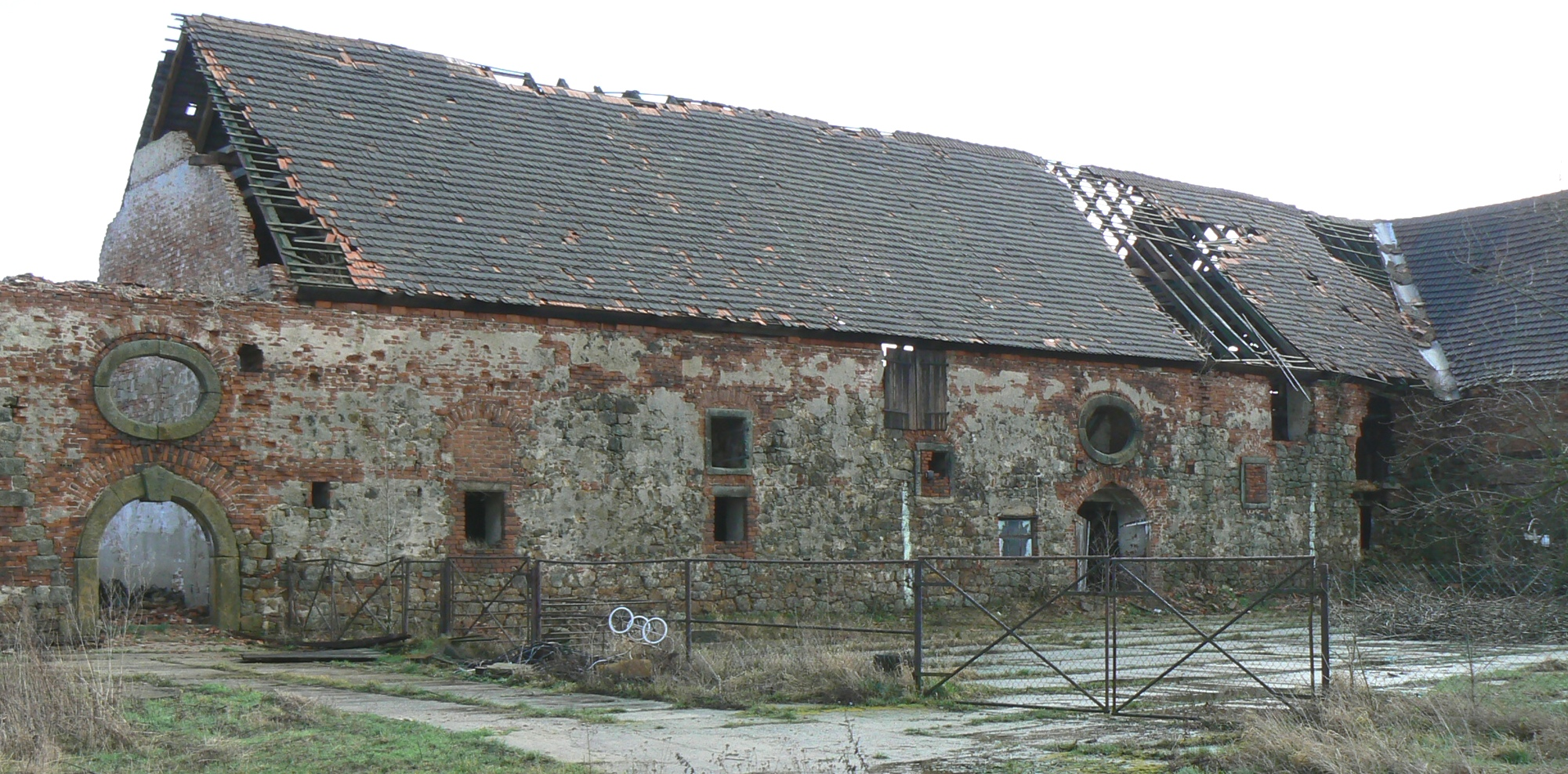
Bleesern, Ostflügel, Hofseite des ehemaligen Pferdestalls (2007)

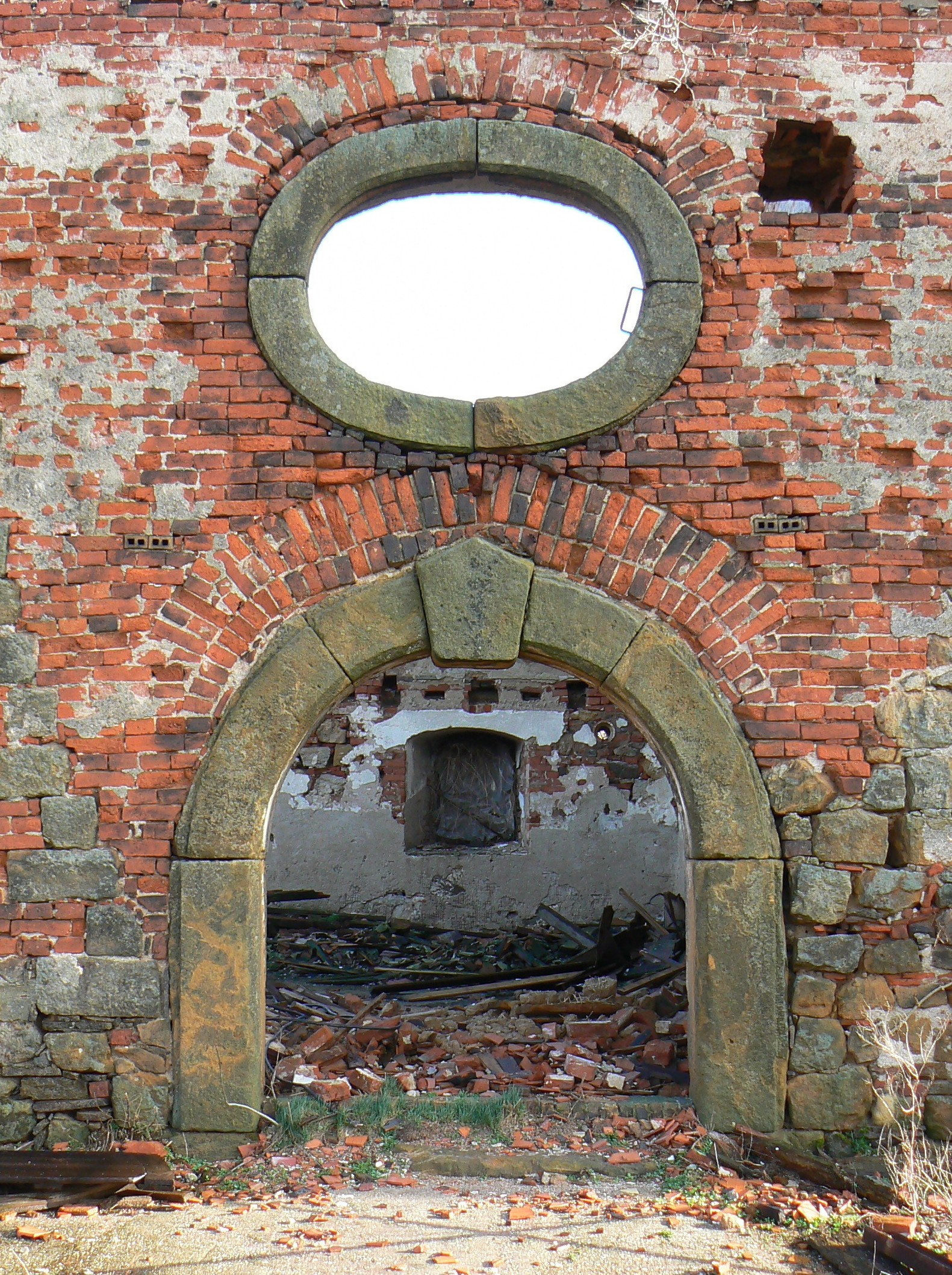
Bleesern, Hofgestüt, Stalltor (2007)

Von der seit jeher schlichten und funktionalen Architektur haben sich wesentliche Teile erhalten: die beeindruckend große Kubatur, die mittige Symmetrieachse vom Torhaus zum Verwalterhaus, die äußerst robusten Außenmauern, die künstlerischen Gliederungselemente zur Hofseite und auch der direkte Bezug zur umgebenden Landschaft der Elbaue, die sich im Norden ungestört an die Anlage anschließt. Im Ost- und Südflügel der Vierflügelanlage hat sich die frühbarocke Architektur des 17. Jahrhunderts am ursprünglichsten überliefert. Die Fassaden werden durch die monumentalen Rundbogenportale mit darüber liegenden Ochsenaugenfenstern (Oculi) aus Elbsandstein, die das Gebäude als Bauwerk Wolf Caspar von Klengels zu erkennen geben, rhythmisch gegliedert. Die Fenster sind durch Sandsteingewände mit Spätrenaissanceprofilen gerahmt. Ein kraftvolles Traufgesims schließt die Fassaden gegenüber dem mächtigen Dach ab. Das nördliche Stallportal des Ostflügels wird im Keilstein durch die Jahreszahl der Vollendung auf 1686 datiert, abgearbeitete Monogramme über der Torfahrt im Südflügel belegen die Einweihung unter Kurfürst Johann Georg III. (Sachsen). Großflächige Partien der ursprünglichen Verputzung und einzelne Farbbefunde veranschaulichen das Erscheinungsbild der Erbauungszeit.
Das historische Dachwerk ist – mit Ausnahme des Torhauses im Südflügel und der Nordhälfte des Ostflügels – in wesentlichen Teilen erhalten. Die Dachdeckung (ca. 2500 m²) ist unterschiedlich schadhaft und wird seit 2014 durch den Förderverein provisorisch repariert.
Durch die Umnutzung und damit verbundene Umbauten im Inneren nach 1764 wurden die ehemaligen Stallboxen des Pferdestalls bereits vor über 200 Jahren durch hölzerne Schüttböden für die Scheunennutzung des 19. und 20. Jahrhunderts ersetzt. Im Nordteil des Ostflügels wurden diese mit denkmalrechtlicher Genehmigung zum Schutz vor Schwammbefall entfernt.
Die langgestreckten Flügelbauten wiesen schon im 17. Jahrhundert fast keine Binnengliederung auf, wie es der historischen Nutzung als Stall und Scheune entspricht. Die Architektur bestand aus großen Raumhüllen, die nach wirtschaftlicher Notwendigkeit durch leichte Einbauten variabel gegliedert werden konnten. Ähnlich dem Schlossbau der Barockzeit wurden unterschiedliche Nutzungsbereiche (Ställe, Scheunen, Wohntrakte) in einheitlichen Baukörpern integriert und einem baukünstlerischen Gesamtkonzept unterworfen. Nannte Hans Sedlmayr das von Johann Bernhard Fischer von Erlach für den Fürsten Liechtenstein in Eisgrub (Lednice, Mähren) 1688/96 errichtete Gestüt angesichts ähnlich anspruchsvoller Bauformen ein „Schloss der Rosse“, so kann dies mit Fug und Recht auch für das ältere Bleesern in Anspruch genommen werden.